# Ampelisca vadorum
Ampelisca vadorum är en kräftdjursart som beskrevs av Mills 1963. Ampelisca vadorum ingår i släktet Ampelisca och familjen Ampeliscidae. Inga underarter finns listade i Catalogue of Life.